# PZL TS-11 Iskra

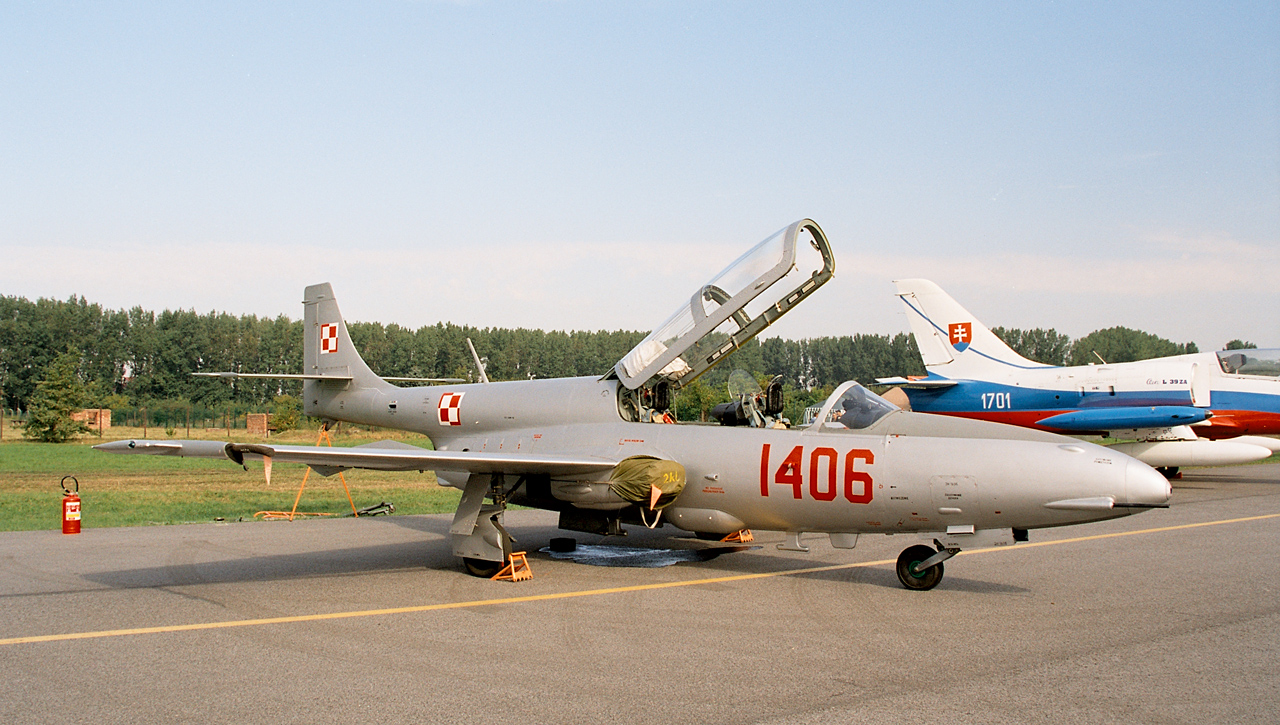
PZL TS-11 Iskra

De PZL TS-11 Iskra (Iskra is Pools voor Vonk) is een Poolse Jet-trainer gebouwd door PZL-Mielec. De Iskra maakte haar eerste vlucht op 5 februari 1960. In de zomer van 1961 verloor de Iskra een competitie van de L-29 Delfín en Jak-30 als basis Jet-Trainer van het Warschaupact. 

## Versies
- TS-11 Iskra bis A
- TS-11 Iskra bis B / TS-11 Iskra 100
- TS-11 Iskra bis C / TS-11 Iskra 200 Art
- TS-11 Iskra bis D / TS-11 Iskra 200 SB
- TS-11 Iskra bis DF
- TS-11 Iskra R
- TS-11 Iskra BR 200
- TS-11 Iskra MR
- TS-11 Iskra Jet / TS-11 Spark
- TS-11F Iskra

## Gebruikers

### Militair
- India – 76 toestellen, allen in buiten dienst sinds 2004.
- Polen

### Civiel
- Australië
- Verenigde Staten

## Specificaties (Iskra bis D)
- Bemanning: 2
- Lengte: 11,15 m
- Spanwijdte: 10,06 m
- Hoogte: 3,50 m
- Vleugeloppervlak: 17,5 m2
- Leeggewicht: 2 560 kg
- Maximum startgewicht: 3 840 kg
- Motor: 1× WSK SO-3 turbojet, 9,81 kN
- Maximumsnelheid: 720 km/h
- Kruissnelheid: 600 km/h
- Vliegbereik: 1 250 km
- Dienstplafond: 11.000 m
- Klimsnelheid: 14,8 m/s

### Gerelateerde ontwikkelingen
- PZL I-22 Iryda

### Vergelijkbare vliegtuigen
- Aeromacchi MB-326
- Aero L-29 Delfín
- Fouga Magister
- Jakovlev Jak-30
- BAC Jet Provost
- Soko G-2 Galeb
- TT Pinto